# Odorrana macrotympana
Odorrana macrotympana är en groddjursart som först beskrevs av Yang 2008.  Odorrana macrotympana ingår i släktet Odorrana och familjen egentliga grodor. Inga underarter finns listade i Catalogue of Life.